# Alt-right

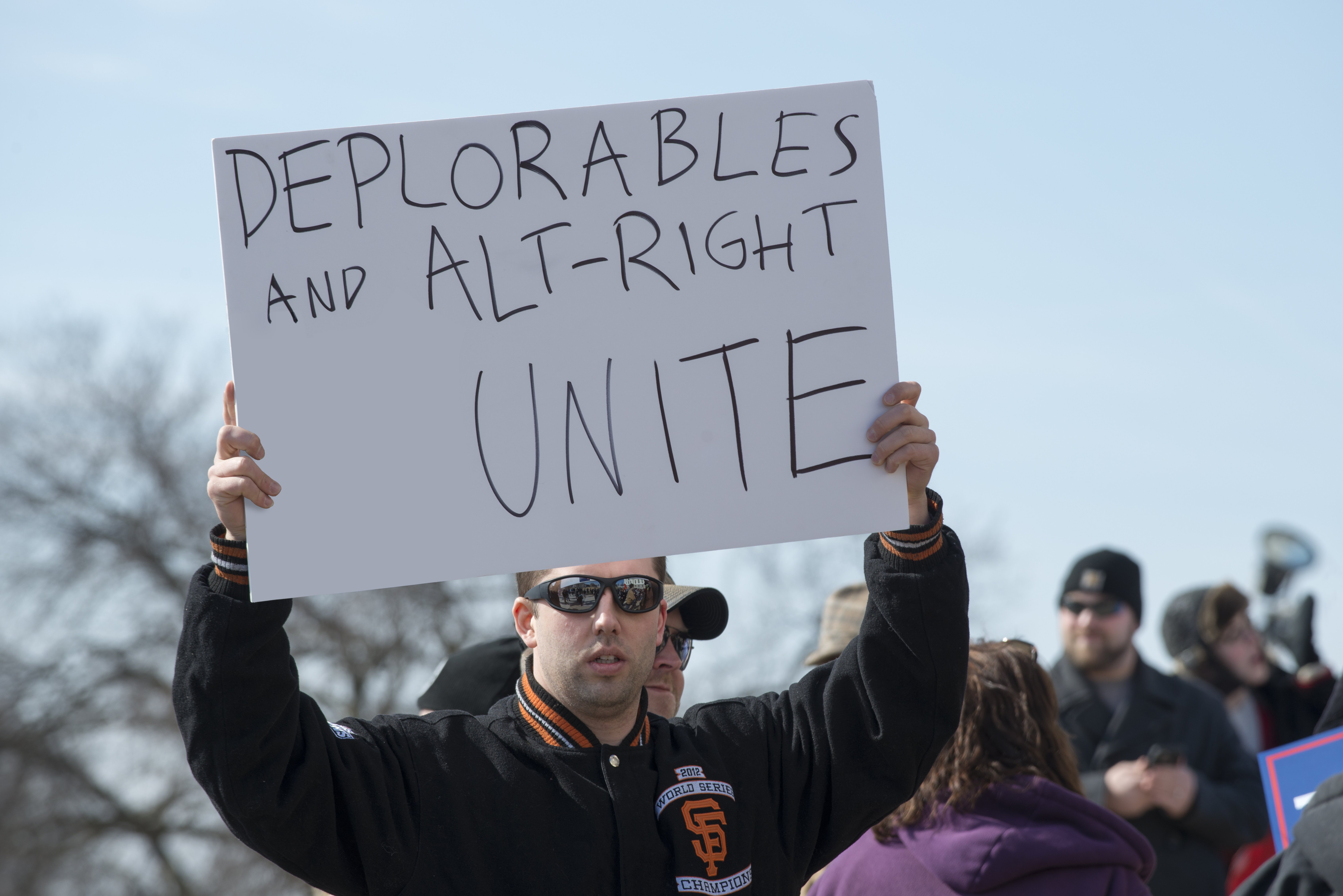
Un esponente dellalt-right con riferimento alle dichiarazioni della candidata Hillary Clinton

Alt-right, abbreviazione inglese che sta per alternative right (destra alternativa in italiano), è il nome di un movimento politico, nato negli Stati Uniti, che promuove ideologie di destra alternative a quelle tradizionali del conservatorismo. L'alt-right è un gruppo non strutturato e non coeso, che non dispone di un'organizzazione centrale o di un'ideologia precisa (spesso alcuni membri hanno posizioni opposte su alcuni temi), caratterizzandosi per lo più come movimento subculturale che si alimenta on line intorno a gruppi di discussione che gravitano sui siti web 4chan, 8chan, Reddit e X.
La locuzione è una frase d'autore che risulta essere stata introdotta nel lessico politico e giornalistico da Richard Spencer, benché già usata in precedenza e attribuita originalmente allo storico e filosofo Paul Gottfried, che la utilizzò nel 2008 rivolgendosi ai membri del H. L. Mencken Club. Spencer, invece, è un giornalista e attivista di estrema destra, che se ne servì, in principio, per definire un movimento fondato sul nazionalismo bianco, accusato però di promuovere ideologie razziste e neonaziste legate alla supremazia bianca; la destra alternativa è solitamente anti-liberale e legata al cosiddetto nativismo, ideologia che si oppone all'immigrazione ed allo ius soli, e promossa anche dal presidente degli Stati Uniti D'America Donald Trump. L'alt-right ha avuto un ruolo determinante nella vittoria dell'imprenditore newyorkese alle elezioni presidenziali del 2016 ed una parte di essa ha preso parte alle proteste trumpiste contro l'elezione di Joe Biden nel 2020 e nell'assalto al Campidoglio del 2021.
Il movimento è nato e si è sviluppato in dichiarata antitesi all'ala neoconservatrice del Partito Repubblicano, che ha dominato la destra statunitense negli anni 2000.
Tra le ideologie sostenute dal movimento, o da parti di esso, si hanno: nazionalismo, protezionismo, Nuova Destra, isolazionismo, anarco-capitalismo, neo-confederatismo, antisemitismo (o ultra-sionismo in altri suoi esponenti, spesso in funzione islamofoba o di separatismo razziale volontario con gli Ebrei), antisionismo, negazionismo dell'Olocausto, trumpismo e populismo di destra. Si oppone al femminismo, all'immigrazione, alla società multietnica e multirazziale (che spesso definiscono marxismo culturale, una teoria del complotto di estrema destra), al liberalismo statunitense, all'ideologia woke ed al politicamente corretto sia liberal che legato ai social justice warrior.
Uno dei punti fermi dell'ideologia alt-right sostiene che l'uomo bianco, cisgenere ed eterosessuale sia la vera vittima del III millennio.

## Genesi del nome

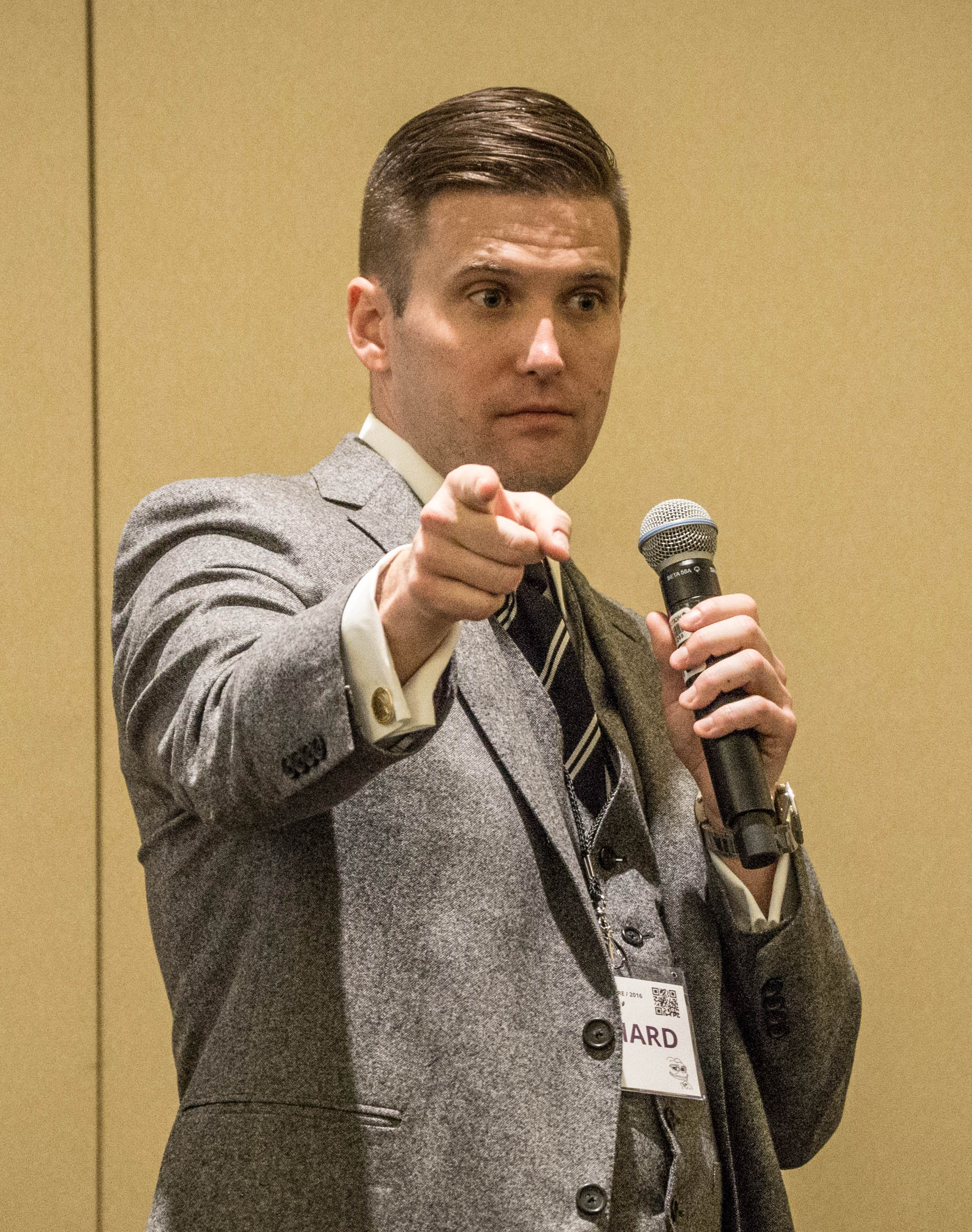
Il giornalista identitario e nazionalista bianco Richard Spencer, diffusore del termine alt-right.

Il primo uso della locuzione "alternative right " è attribuito allo storico e filosofo Paul Gottfried, esponente del paleoconservatorismo, che lo adoperò nel 2008 rivolgendosi ai membri del H. L. Mencken Club, da lui presieduto. Nel 2009, sul giornale online Taki's Magazine, di indirizzo paleoconservatore, furono dedicati due articoli alla "alternative right ". La paternità del termine viene però attribuita al giornalista Richard Spencer che nel 2010 fondò un giornale online chiamato Alternative Right (chiuso nel 2013) e abbreviò il termine in "alt-right".

## Storia e caratteristiche

### Elezioni presidenziali statunitensi del 2016
Il movimento ha sostenuto il candidato repubblicano, l'imprenditore newyorchese Donald Trump. In generale, l'alt-right sostiene le idee di Trump in materia di immigrazione e di lotta all'Islam radicale. Ha raccolto in parte alcune istanze del movimento Tea Party.
Nell'agosto 2016 la candidata del Partito Democratico Hillary Clinton ha accusato Donald Trump di aiutare l'alt-right a prendere il controllo del Partito Repubblicano.
Il movimento ha suscitato l'attenzione dei media e dato origine a controversie durante le elezioni presidenziali del 2016 e, in particolare, dopo la nomina di Steve Bannon quale responsabile della campagna elettorale di Donald Trump. Bannon era direttore di Breitbart News, un portale on line definito dallo stesso Bannon la "piattaforma internet dell'alt-right". Bannon è stato nominato da Trump capo stratega della Casa Bianca. Il 18 agosto 2017 Bannon viene licenziato dal Presidente Trump e torna a dirigere Breitbart.
L'attenzione dei media crebbe ulteriormente dopo le elezioni, in particolare quando Spencer, durante un festeggiamento post-elettorale nei pressi della Casa Bianca, esultò esclamando "Heil Trump, heil our people, heil victory", a cui un gruppo di partecipanti rispose con il saluto nazista. Spencer, che durante i suoi discorsi ricorre spesso a termini riconducibili alla propaganda nazista, difese questo comportamento affermando essere dovuto a "spirito di ironia ed esuberanza". Negli anni seguenti è divenuto un forte critico da destra delle posizioni di Trump stesso.

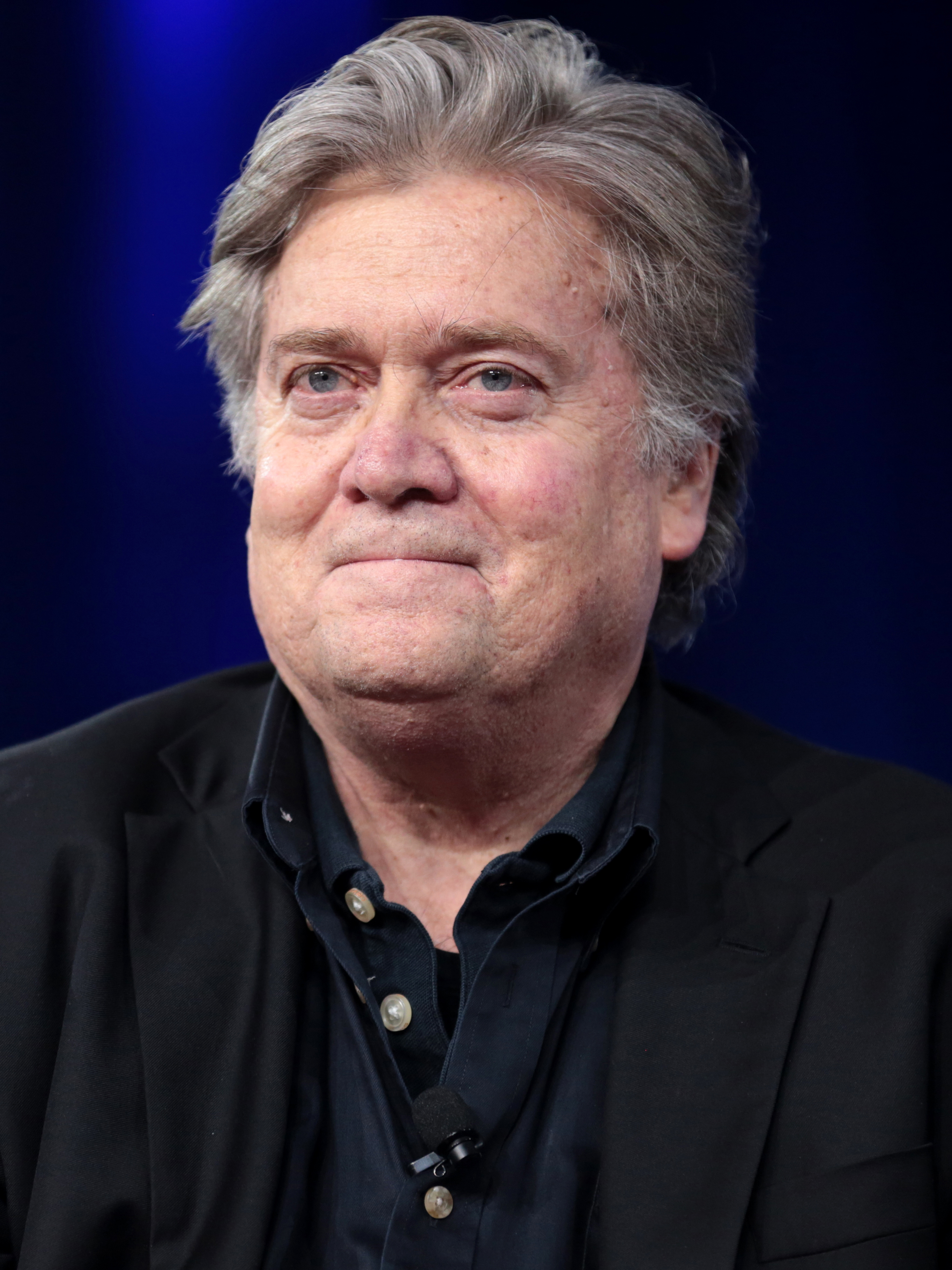
Steve Bannon

### Esponenti
Oltre a Richard Spencer, altri noti esponenti dell'alt-right sono il citato ex capo stratega di Trump Steve Bannon (entrambi hanno citato tra i loro ispiratori il filosofo tradizionalista e fascista italiano Julius Evola), l'informatico e teorico "neo-reazionario" Curtis Yarvin, noto anche con lo pseudonimo Mencius Moldbug, Milo Yiannopoulos (cattolico di estrema destra, origini ebraiche e omosessuale al tempo stesso, poi dichiaratosi "ex-gay"), la scrittrice per ragazzi Brittany Pettibone (espulsa e dichiarata persona non grata dal Regno Unito assieme al marito austriaco Martin Sellner), Nick Land, il filosofo accelerazionista e teorico del movimento liberista antidemocratico "illuminismo oscuro", la canadese Lauren Southern (giornalista e supporter degli attivisti italiani anti-ONG del gruppo Generazione Identitaria e Defend Europe, e fermata dalla polizia italiana e francese nel 2017 e 2018) e molti altri. Molti esponenti di alt-right hanno avuto un divieto d'ingresso in Unione europea, tra cui Spencer.

## Ideologia
L'alt-right è stata descritta come un amalgama indefinito, sincretico, trasversale alla destra, e magmatico di generico populismo di destra, trumpismo, anarchismo di destra, anarcocapitalismo e assieme antiliberalismo, conservatorismo, antisemitismo (che talvolta convive col sionismo), neoantisemitismo e antisionismo, nativismo, socialismo nazionale, reazionarismo, sciovinismo occidentale, collettivismo, autoritarismo, comunitarismo, libertarismo di destra, nazionalismo bianco, neo-confederatismo, neo-lealismo, islamofobia, suprematismo bianco, eurocentrismo e antieuropeismo, tradizionalismo, neonazismo, giustificazionismo o garantismo verso reati compiuti da bianchi ma populismo penale e severità verso i criminali afroamericani o di sinistra, identitarismo e neofascismo. Anche su questioni di politica estera spesso è divisa tra coloro che sostengono la NATO o l'isolazionismo, oppure che hanno invece simpatia per la Russia e/o la Cina. Richard Spencer, primo ideologo dell'alt-right, ha affermato che inizialmente avrebbe voluto connotare il concetto di destra alternativa con i movimenti detti 14/88, ossia con il Potere bianco come espressi da David Lane, estremista di destra neonazista condannato all'ergastolo e deceduto in prigione, che in carcere stese i manifesti ideologici denominati Quattordici parole e Ottantotto precetti.
Secondo il giornalista:
(Conferenza del novembre 2016)
(Richard B. Spencer)
Viene indicato come uno leader dei nazionalisti bianchi del nuovo millennio e sostiene l'idea di una patria ariana per la razza bianca e chiede una pulizia etnica pacifica per fermare la decostruzione della civiltà occidentale.
Secondo Spencer le forme di separatismo razziale interno, come l'apartheid prima dei bantustan, e specialmente la schiavitù come era un tempo presente in USA andrebbero anch'esse rifiutate, poiché portano al conflitto etnico, in favore dell'etnostato bianco in Nordamerica ed Europa, e i non bianchi dovrebbero in maggioranza essere spinti a migrare altrove in maniera non violenta, come avvenne per molti popoli dopo la prima guerra mondiale nel continente europeo (1919). Tuttavia ha affermato che ad Haiti sarebbe auspicabile che i neri diventassero nuovamente schiavi dei bianchi in sintonia con alcune dichiarazioni di Trump nel 2016. 
I riferimenti di Steve Bannon vanno invece dal filosofo fascista tradizionalista Julius Evola alla dottrina sociale della Chiesa, dalla Bhagavadgītā al filosofo russo ultranazionalista e sovranista Aleksandr Dugin fino alla scrittrice neonazista esoterica Savitri Devi, mentre sono diffusi nell'alt-right idee che vanno dal sovranismo, alla democrazia etnica, all'Herrenvolk fino all'etnostato sovranazionale; a differenza di quanto sostenuto dai sovranisti, l'Unione europea per Spencer invece sarebbe da intendere positivamente come base di partenza dell'etnostato in Europa.
(Richard B. Spencer)
Molti attivisti e simpatizzanti hanno usato spesso nei loro profili internet, talvolta a scopo provocatorio, immagini e simbologie neofasciste, neonaziste o dell'estrema destra europea, con riferimenti ai fascismi storici e al nazionalsocialismo, come fotografie di Adolf Hitler, Benito Mussolini, Oswald Mosley, George Lincoln Rockwell e richiami all'interpretazione fascista del superomismo di Friedrich Nietzsche, a Ezra Pound, alle idee politiche di H.P. Lovecraft e Louis-Ferdinand Céline, o hanno avuto per essi parole di elogio.

### Religione

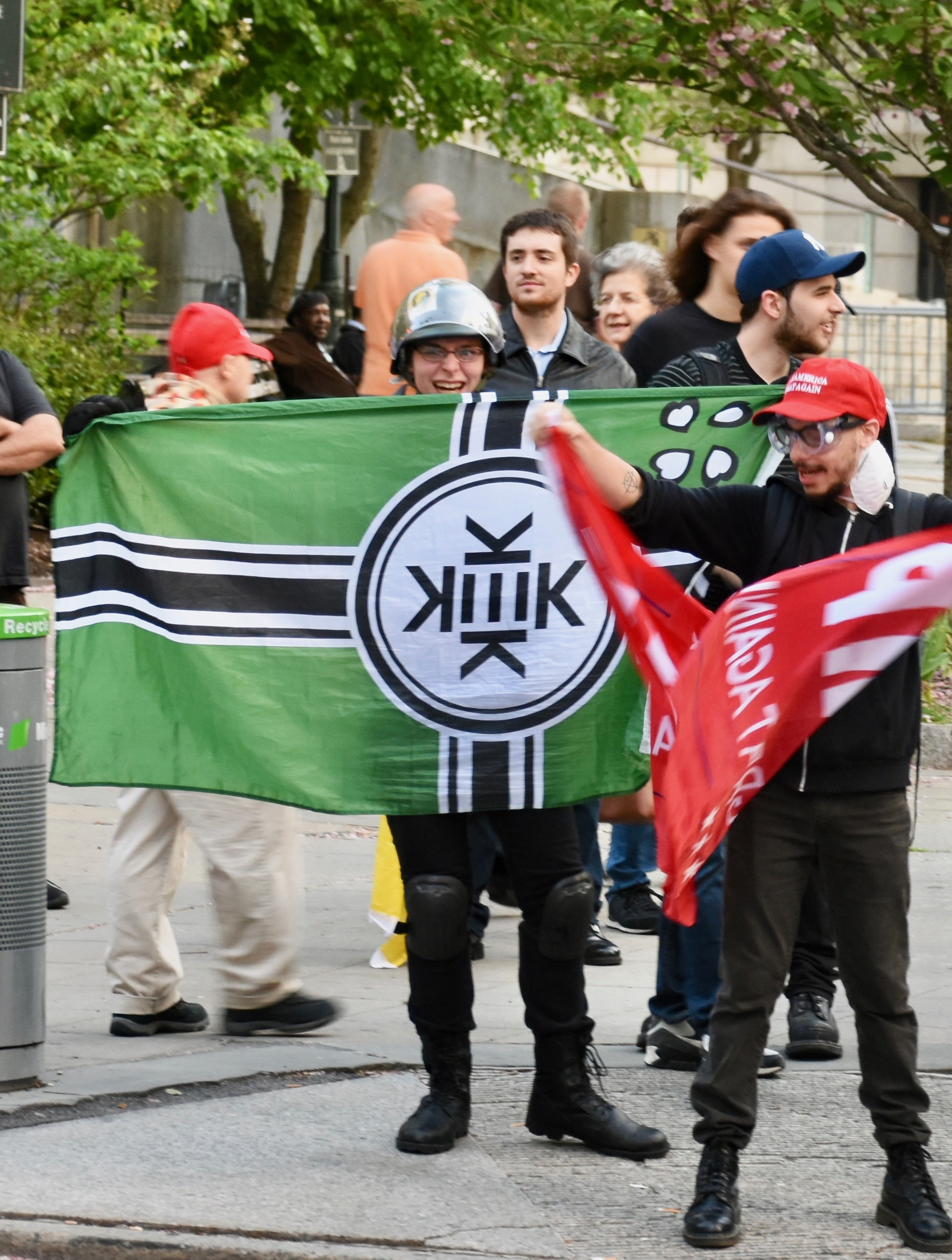
Manifestante pro-Trump con uno dei meme dell'alt-right, la bandiera del Kekistan, uno Stato immaginario, ispirata alla bandiera di guerra del Terzo Reich

Molti aderenti all'alt-right sono secolaristi, scettici, atei e irreligiosi, alcuni hanno creato la religione-burla fittizia di "Kek", una sorta di dio egizio antropomorfo con testa della rana Pepe the Frog, adorato nell'immaginario paese del "Kekistan"; altri sono formalmente o realmente cristiani conservatori, protestanti o cattolici di destra, ma spesso critici della gerarchia ecclesiastica sotto papa Francesco e anche di alcune congregazioni della destra evangelica repubblicana (considerati rispettivamente progressista pro-immigrazione la prima, e una destra neocon-teocon sionista/filosemita, e al contempo troppo indulgente con i migranti e con gli afroamericani, la seconda): tra essi vi sono anche coloro che non credono effettivamente nella fede religiosa, ma ne sostengono certi valori tradizionali (come nel c.d. ateismo cristiano); una parte degli alt-righters sono infine neopagani, o di altre fedi.
Tra i non cristiani molti abbracciano le teorie religiose di Nietzsche secondo cui il cristianesimo è una "morale da schiavi" contrapposta alla morale dell'"aristocrazia" di tipo pre-cristiano, e sono completamente critici delle religioni abramitiche, specialmente del concetto di "radici giudaico-cristiane" dell'Occidente; la quasi totalità degli aderenti all'alt-right sono comunque molto critici nei confronti dell'islam o direttamente islamofobi.
Alcuni tra i più atei degli aderenti all'alt-right, secondo diversi commentatori politici, provengono dalle file di frange moderate e anti-progressiste del variegato movimento del nuovo ateismo.

### Antifemminismo
L'alt-right esprime una visione antifemminista e mascolinista, a volte maschilista, misogina e machista (come nei gruppi incel e redpill), talvolta descritta dai simpatizzanti del movimento come reazione alla misandria verso il "maschio bianco" diffusa dal femminismo radicale. Mike Wendling nel suo libro Alt-Right: From 4chan to the White House, descrive una visione a metà tra un modello di tradizionalismo e conservatorismo sociale del tipo famigliare tradizionale e patriarcale (specie verso la figura femminile di cui viene criticata l'emancipazione ed esprimendo avversione verso gli omosessuali con famiglia) e un modello dove viene accettato o esaltato l'interesse dell'uomo per prostituzione, promiscuità sessuale e pornografia (rifiutata dal primo modello di cui ad esempio fanno parte i Proud Boys), come forme di "supremazia maschile" e lotta al femminismo. 
Alcuni uomini della cosiddetta comunità MGTOW simpatizzano per l'alt-right. Riguardo al sostegno di molti nazionalisti bianchi alla segregazione razziale e contro la mescolanza e il matrimonio misto specialmente tra donne bianche e uomini non bianchi (in particolare neri), si è fatto notare che gli uomini di alt-right hanno talvolta praticato invece un doppio standard per loro stessi (analogo alle leggi degli Stati schiavisti del Sud), ad esempio molti celebri militanti tra cui Richard Spencer hanno frequentato in passato giovani donne asiatiche, quindi non-bianche, anche se i giapponesi (come i cinesi, i coreani e tutti gli asiatici di classi elevate) vengono descritti spesso come tendenti al bianco. Sono stati accusati di emarginare le stesse donne del movimento, di desiderare (secondo critiche di area femminista) una società patriarcale con le donne relegate al ruolo riproduttivo forzato, o di volerle sostituire con sex doll dotate di intelligenza artificiale.

## Controversie
(James Wolcott)

### Complottismo ed estremismo

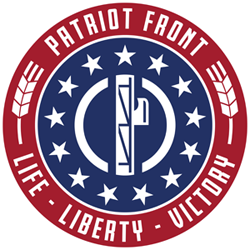
Simbolo del Patriot Front, un gruppo vicino all'area alt-right, con al centro il fascio littorio, ispirato al simbolo del Partito Nazionale Fascista italiano.

Membri dell'alt-right hanno attaccato spesso sul piano personale Hillary Clinton, in quanto rivale di Trump, e il suo staff anche ricorrendo a teorie del complotto di tipo QAnon e diffamazione, come quella sul "pizzagate": dopo che alcune mail di John Podesta, ex capo di gabinetto di Bill Clinton ed ex Capo stratega di Barack Obama, e di suo fratello Tony sono state hackerate da Wikileaks, militanti e giornalisti del movimento hanno sostenuto falsamente, anche su Fox News Channel, che i fratelli Podesta fossero implicati nel traffico di esseri umani e in episodi di violenza sessuale e pedofilia.
Molti simpatizzanti credono a svariate teorie del complotto, dal genocidio bianco al negazionismo dell'Olocausto e alla negazione del riscaldamento globale.

### Collegamenti con personaggi discussi e criminalità

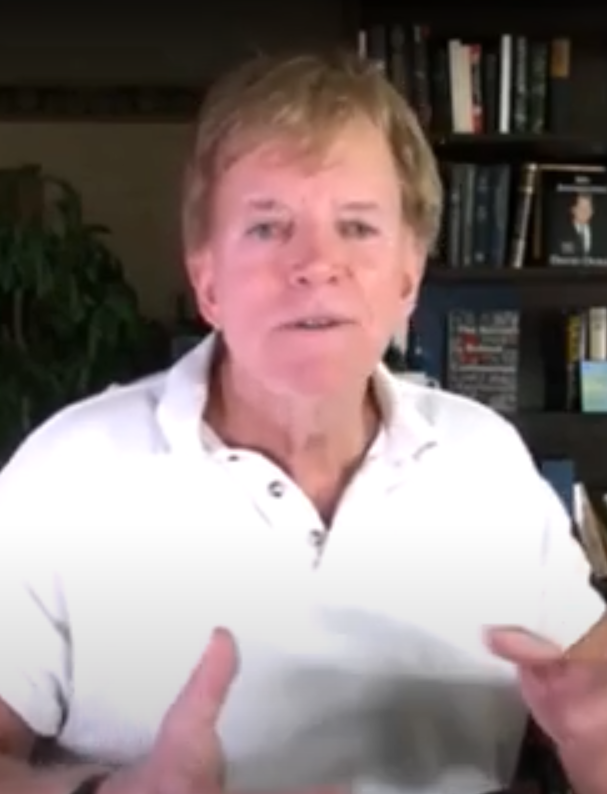
David Duke, ex deputato ed ex Gran Maestro e Direttore Nazionale dei Cavalieri Bianchi del Ku Klux Klan della Louisiana, già membro del Partito Nazista Americano.

Diversi attivisti di alt-right hanno subito procedimenti giuridici, tra essi Spencer e Bannon. Contestata è anche la presunta vicinanza ideologica di alcuni attivisti americani della subcultura "incel" ("celibi involontari" ossia uomini privi di partner sessuali) - un'area che occasionalmente si è resa responsabile di atti di terrorismo - con l'alt-right.
Anche discussi uomini politici come l'ex capo del Ku Klux Klan e deputato della Louisiana David Duke, che ha partecipato alla marcia Unite the Right, e Nathan Larson (1980-2022) sono stati vicini al movimento.
Duke è stato capo di una frangia del KKK e poi deputato al Congresso di Stato, oltre che militante di movimenti neonazisti. Alla marcia Unite the Right rally ha commentato "Questo è un momento di svolta, stiamo realizzando le promesse di Donald Trump; è la ragione per cui lo abbiamo votato. Ha detto che ci saremmo ripresi il paese, e noi lo stiamo facendo".
Larson fu un noto suprematista e nazionalista bianco, autodefinito "quasi-neoreazionario libertario", pregiudicato per minacce contro i presidenti George W. Bush e Barack Obama e arrestato nel 2020 per tentato rapimento di minore a fini sessuali. 

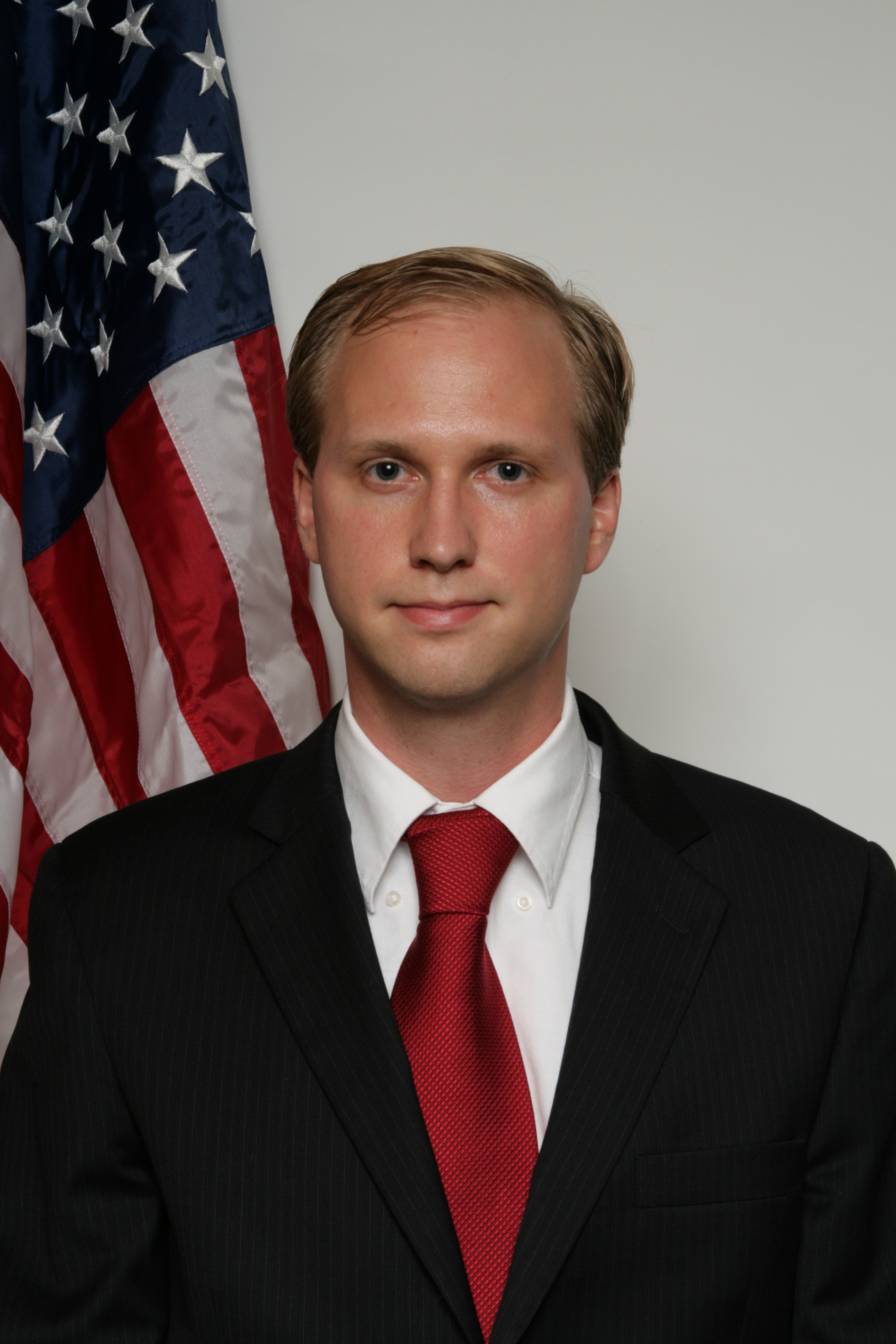
Nathan Larson nel 2008

Fu "candidato perenne" ex libertariano (della frangia di anarcocapitalismo estremo ispirato anche a Walter Block) al Congresso per lo Stato della Virginia, e fu accusato di sostenere lo stupro e la pedofilia su siti "incel" (compresi forum da lui aperti, e su Reddit; nonostante sia stato sposato due volte); si è dichiarato pubblicamente ebefilo-efebofilo (non unico nell'area alt-right, giacché la pederastia è stata difesa anche da Milo Yiannopoulos, licenziato da Breitbart News per questo). Espulso dal Libertarian Party, Larson era inoltre un simpatizzante neonazista, nonché a favore dell'incesto, per l'abolizione dell'età del consenso, antifemminista e per l'eliminazione dei diritti delle donne, affermando di desiderare un patriarcato con un "suprematismo bianco benevolo". Il suo caso fece molto scalpore a livello mondiale, specie per le idee espresse apertamente nel proprio programma elettorale presentato dai mass media come una forma estrema della redpill di molti incel: si candidò per tre volte al Congresso federale, nel 2018 come indipendente.. Arrestato nel 2020, è deceduto in carcere nel 2022, in attesa di processo, per le conseguenze di uno sciopero della fame (o un tentativo di suicidio per inedia) e di COVID-19.

#### "Unite the Right Rally"
L'11 agosto 2017, a Charlottesville, in Virginia, alcune centinaia di manifestanti di estrema destra, tra cui esponenti dell'alt-right, hanno marciato verso l'Università della Virginia per protestare contro l'abbattimento della statua del generale Robert Edward Lee, che guidò le forze dei Confederati durante la guerra di secessione. Un gruppo più piccolo di contro-manifestanti di sinistra ha circondato la statua di Thomas Jefferson, tenendo uno striscione che recitava "Gli studenti dell'Università della Virginia agiscono contro la supremazia bianca".
Il giorno successivo, il 12 agosto, un'auto si è scagliata a tutto gas contro i manifestanti antirazzisti, uccidendo Heather Hayer, trentaduenne legale, e ferendo altre 30 persone.
David Duke, ex capo del Ku Klux Klan e presente alla marcia, ha sostenuto a parole la Presidenza di Donald Trump. Trump, il cui genero Jared Kushner è ebreo, ha preso però le distanze dall'endorsement dell'ex klanista, che già lo sostenne in campagna elettorale.
Ivanka Trump, figlia del presidente e consigliere della Casa Bianca ha scritto su Twitter "Non ci dovrebbe essere posto nella società per i razzisti, i suprematisti bianchi e per i neonazisti".
La first lady Melania Trump ha affermato "Il nostro Paese incoraggia la libertà di espressione. Parliamo, ma senza odio. Niente di buono arriva dalla violenza".
Il Presidente Donald Trump ha così commentato l'accaduto "L'odio e la divisione devono finire adesso. Dobbiamo unirci come americani nell'amore verso la nostra nazione, attraverso l'affetto degli uni verso gli altri".
Trump è stato criticato sia da esponenti di spicco del Partito Democratico, come Hillary Clinton e Barack Obama, ma anche da esponenti del Partito Repubblicano, come il senatore Cory Gardner, i candidati alle primarie repubblicane del 2016 Marco Rubio e Ted Cruz, il candidato presidenziale del GOP nel 2008 John McCain nonché dallo Speaker della Camera Paul Ryan, per avere aspettato troppo a intervenire sull'accaduto, ma soprattutto per non avere condannato esplicitamente i suprematisti bianchi.

#### Proud Boys
I Proud Boys sono un'organizzazione di estrema destra, tradizionalista e neofascista di alt-lite (ossia "leggera", nonostante sia definita come vicina ad ambienti di alt-right) per soli uomini, che promuove e si impegna nella violenza politica negli Stati Uniti e in Canada. Anche se il gruppo rifiuta ufficialmente il razzismo, diversi membri sono stati affiliati al suprematismo bianco e i Proud Boys sono stati descritti dalle organizzazioni di intelligence statunitensi come "un pericoloso gruppo della supremazia bianca", nonché attivi propagatori di misoginia, antifemminismo, antisemitismo, conservatorismo religioso, omofobia, sessuofobia e islamofobia. Sono considerati parte dell'alt-right e vicini ideologicamente a Donald Trump.

#### Assalto aCapitol Hilldel 2021
Membri trumpisti di alt-right, assieme ad attivisti alt-lite, nazional-anarchici, complottisti di QAnon, membri di milizie e Proud Boys, e simpatizzanti repubblicani accesi, si sono resi responsabili di un assalto armato al Campidoglio, sede del Congresso degli Stati Uniti, nel gennaio 2021, per protesta contro l'insediamento di Joe Biden che aveva sconfitto Trump a novembre 2020, dopo le accuse del presidente uscente ai democratici di aver messo in atto brogli elettorali, rifiutandosi di riconoscere la legittimità del presidente eletto (prima volta nella storia americana, il che ha portato al secondo tentativo di impeachment contro Donald Trump). Il tentativo è stato definito da alcuni analisti come un fallito colpo di Stato.

### Rapporti con trumpismo, repubblicani ealt-lite
Chi si riconosce in alcuni valori di molti dell'alt-right, come l'anti-abortismo, il populismo, il nazionalismo ma non abbraccia il nazionalismo bianco, solitamente è chiamato alt-lite (derivato da light, ossia "leggero")
Alt-lite o New Right è la versione più leggera e neoliberista dell'alt-right. Molti dell'ultima generazione di New Right statunitense avevano inizialmente cominciato ad usare il termine "destra alternativa" Nel 2010, molti dei nazionalisti di destra non bianchi hanno preso le distanze da esso dopo che è diventato sempre più evidente che Richard Spencer intendeva il termine come una bandiera del nazionalismo bianco. Spencer usò per gli anti-nazionalismo bianco e i conservatori religiosi di alt-lite il termine derisorio cuckservative, fusione tra conservative e il termine sessuale cuckold. Nel 2016, quando il termine alt-right è diventato popolare nel discorso pubblico degli Stati Uniti, è tornato ad essere usato da molte persone che non erano nazionalisti bianchi ma che lo consideravano un termine comunque utile per distinguersi dal conservatorismo americano tradizionale (spesso paleolibertari o trumpisti paleoconservatori, non apertamente razzialisti - almeno non in via ufficiale - ma vicini al Partito Repubblicano più populista, e ostili ai moderati e al neoconservatorismo).

## Siti e organi d'informazione principali
- Breitbart News
- AlternativeRight.com (chiuso)
- The Daily Stormer

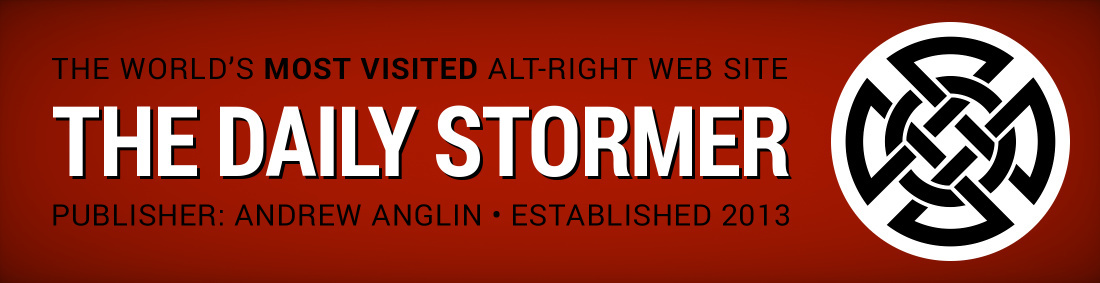
Logo del giornale vicino all'alt-right The Daily Stormer, il cui nome richiama il giornale nazista Der Stürmer, così come lo stemma e i colori richiamano la svastica dello NSDAP

- Washington Summit Publishers (chiuso)
- Radix Journal
- National Policy Institute (sito chiuso)

## Alt-right fuori dagli Stati Uniti
Uno dei primi noti alt-righters attivi su 4chan fuori dagli USA è stato l'antifemminista britannico Carl Benjamin, uno youtuber e blogger noto anche con il nickname Sargon of Akkad, membro del nazionalista, euroscettico e sovranista (ma non antisemita e filosionista) Partito per l'Indipendenza del Regno Unito (UKIP).
Politici populisti di destra come il brasiliano Jair Bolsonaro e il filippino Rodrigo Duterte sono stati paragonati all'alt-right statunitense. In generale, l'area populista e sovranista europea è considerata vicina ad alcune delle idee dell'alt-right, vista anche l'ammirazione di esponenti della corrente, come Bannon, verso politici europei nazionalisti come Vladimir Putin, Nigel Farage (ex leader dell'UKIP e in seguito del Brexit Party) e Viktor Orbán. Steve Bannon ha compiuto un tour in Europa dove ha sostenuto che USA, Europa e Russia dovrebbero essere alleati contro la Cina. 
Anche partiti del neonazismo come il British National Party, i sostenitori del Volkstaat boero sudafricano, il Partito Nazionaldemocratico di Germania e coloro che nel mondo appoggiano le teorie del complotto sul genocidio bianco, sul piano Kalergi, sul genocidio boero e il razzismo contro i bianchi sono visti con simpatia dall'alt-right.
Steve Bannon sostiene o ha appoggiato molti movimenti di destra populisti europei come ad esempio il Rassemblement National francese di Marine Le Pen, il Partito per la Libertà olandese di Geert Wilders, l'Alternativa per la Germania, il Partito della Libertà Austriaco, i Democratici Svedesi, l'UKIP britannico, l'UDC svizzera e la Lega italiana di Matteo Salvini (ad un suo comizio a Milano è stata sventolata la bandiera del Kekistan, erroneamente scambiata per un simbolo neonazista dal quotidiano la Repubblica). Secondo Bannon, infatti, sarebbe in corso un sommovimento nazional-populista mondiale da assecondare e incoraggiare in tutte le maniere possibili. Ha fondato l'organizzazione The Movement, a cui aderiscono Lega e Fratelli d'Italia di Giorgia Meloni. In Italia il movimento è stato sdoganato appunto da partiti politici come la Lega per Salvini Premier e da FdI, e da gruppi come Generazione Identitaria e CasaPound. diventando poi un movimento che si propaga verticalmente tra la politica ed i media
In Marocco si è sviluppato il movimento Moorish, che condivide con l'Alt-Right i principi nazionalisti e lo stile di comunicazione, mentre in Corea del Sud è presente il Partito del Potere Popolare.